# Мелководное
Мелково́дное (до 1948 года Кучу́к-Суна́к; укр. Мілководне, крымскотат. Küçük Sunaq, Кучюк Сунакъ) — село в Джанкойском районе Республики Крым, входит в состав Завет-Ленинского сельского поселения (согласно административно-территориальному делению Украины — Завет-Ленинского сельского совета Автономной Республики Крым).

## Население
| 2001 | 2014 |
| ---- | ---- |
| 276  | ↘173 |

Всеукраинская перепись 2001 года показала следующее распределение по носителям языка
| Язык             | Процент |
| ---------------- | ------- |
| крымскотатарский | 40.94   |
| украинский       | 30.43   |
| русский          | 25.72   |

### Динамика численности
| - 1805 год — 68 чел. - 1900 год — 37 чел. - 1915 год — 55/7 чел. - 1926 год — 87 чел. - 1939 год — 95 чел. | - 1989 год — 232 чел. - 2001 год — 276 чел. - 2009 год — 274 чел. - 2014 год — 173 чел. |

## Современное состояние
На 2017 год в Мелководном числится 5 улиц; на 2009 год, по данным сельсовета, село занимало площадь 43 гектара на которой, в 79 дворах, проживало 274 человек.

## География
Мелководное — село на севере района, в степном Крыму, на берегу одного из заливов Сиваша, высота над уровнем моря — 5 м. Соседние сёла: Завет-Ленинский в 2 км на юго-запад и Солёное Озеро — примерно в 4 километрах на восток, в нём же ближайшая железнодорожная станция — Солёное Озеро. Расстояние до райцентра — около 29 километров (по шоссе). Транспортное сообщение осуществляется по региональной автодороге 35Н-153 протяжённостью 0,8 км от шоссе 35Н-183 Томашевка — Ермаково (по украинской классификации — С-0-10429).

## История
Первое документальное упоминание села встречается в Камеральном Описании Крыма… 1784 года, судя по которому, в последний период Крымского ханства Кучук Сонак входил в Дип Чонгарский кадылык Карасубазар ского каймаканства.
После присоединения Крыма к России (8) 19 апреля 1783 года, (8) 19 февраля 1784 года, именным указом Екатерины II сенату, на территории бывшего Крымского Ханства была образована Таврическая область и деревня была приписана к Перекопскому уезду. После Павловских реформ, с 1796 по 1802 год, входила в Перекопский уезд Новороссийской губернии. По новому административному делению, после создания 8 (20) октября 1802 года Таврической губернии, Кучук-Сунак был включён в состав Биюк-Тузакчинской волости Перекопского уезда.
По Ведомости о всех селениях в Перекопском уезде состоящих с показанием в которой волости сколько числом дворов и душ… от 21 октября 1805 года, в деревне Кучук-Сунак числилось 13 дворов, 62 крымских татарина и 6 цыган. На военно-топографической карте генерал-майора Мухина 1817 года деревня Кучук сунак обозначена с 12 дворами. После реформы волостного деления 1829 года Кучук-Сунак, согласно «Ведомости о казённых волостях Таврической губернии 1829 года», остался в составе Тузакчинской волости. Затем, видимо, вследствие эмиграции крымских татар в Турцию, деревня опустела и на картах 1836 и 1842 года обозначены развалины деревни Кучук Сунак.
Вновь, в доступных источниках, название встречается в «…Памятной книжке Таврической губернии на 1900 год», согласно которой в Кучук-Сунаке Богемской волости числилось 37 жителей в 5 дворах. По Статистическому справочнику Таврической губернии. Ч.II-я. Статистический очерк, выпуск пятый Перекопский уезд, 1915 год, в деревне Кучук-Сунак (вакуф) Богемской волости Перекопского уезда числилось 10 дворов (все дворы с землёй) с русским населением в количестве 55 человек приписных жителей и 7 — «посторонних», из которых 34 мужчин и 28 женщин. Жители владели 580 десятинами удобной земли. В хозяйствах имелось 80 лошадей, 70 коров и 100 голов мелкого скота.
После установления в Крыму Советской власти, по постановлению Крымревкома от 8 января 1921 года № 206 «Об изменении административных границ» была упразднена волостная система и в составе Джанкойского уезда был создан Джанкойский район. В 1922 году уезды преобразовали в округа. 11 октября 1923 года, согласно постановлению ВЦИК, в административное деление Крымской АССР были внесены изменения, в результате которых округа были ликвидированы, основной административной единицей стал Джанкойский район и село включили в его состав. Согласно Списку населённых пунктов Крымской АССР по Всесоюзной переписи 17 декабря 1926 года, в селе Кучук-Сунак, Таганашского сельсовета Джанкойского района, числилось 15 дворов, из них 14 крестьянских, население составляло 87 человек, из них 27 украинцев, 25 русских, 35 записаны в графе «прочие». В селе был организован колхоз «Новая Нива». По данным всесоюзной переписи населения 1939 года в селе проживало 95 человек. На подробной карте РККА северного Крыма 1941 года в Кучук-Сунаке отмечено 22 двора.
В 1944 году, после освобождения Крыма от фашистов, 12 августа 1944 года было принято постановление № ГОКО-6372с «О переселении колхозников в районы Крыма» и в сентябре 1944 года в район приехали первые новоселы (27 семей) из Каменец-Подольской и Киевской областей, а в начале 1950-х годов последовала вторая волна переселенцев из различных областей Украины. С 25 июня 1946 года Кучук-Сунак в составе Крымской области РСФСР. Указом Президиума Верховного Совета РСФСР от 18 мая 1948 года, Кучук-Сунак переименовали в Мелководное, в том же году колхоз «Новая Нива» включили в состав колхоза «Завет Ленина» (по другим данным — в 1950 году). 26 апреля 1954 года Крымская область была передана из состава РСФСР в состав УССР. Время включения в Завет-Ленинский сельсовет пока не установлено: на 15 июня 1960 года село уже числилось в его составе. По данным переписи 1989 года в селе проживало 232 человека. С 12 февраля 1991 года село в восстановленной Крымской АССР, 26 февраля 1992 года переименованной в Автономную Республику Крым. С 21 марта 2014 года в составе Крыма аннексировано Россией.